# 澤門市鎮

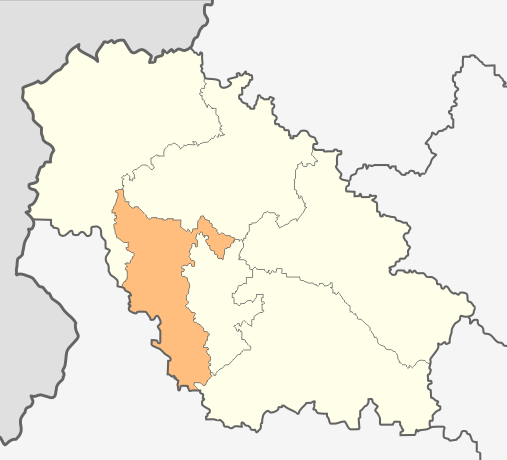

42°28′01″N 22°45′00″E / 42.467°N 22.75°E
澤門市鎮，是保加利亞西部佩爾尼克州的市鎮，行政中心为澤門，面積253.9平方公里，2005年人口3,333，人口密度每平方公里13.13人。